# Joseph Katz (Agent)
Joseph Katz (* 1912 oder 1913 in Litauen; † 2004 in Israel) war ein jüdischer US-Amerikaner, der von den 1930er bis in die späten 1940er Jahre als Agent für das Innenministerium der UdSSR arbeitete und einer seiner aktivsten Verbindungsagenten war.

## Tätigkeit
Zeitweise war er für den NKWD als Führungsoffizier und Gruppenleiter tätig, zur Tarnung war er Mitinhaber eines sowjetischen Auslandsunternehmens zur Produktion von Handschuhen.
Katz’ Hauptaufgabe war es zunächst, aus den Reihen der Kommunistischen Partei der USA (CPUSA) geeignete Kandidaten für eine  Spionagetätigkeit auszuwählen und anzuwerben.
1941 war er nach Angaben aus den Venona-Papieren gemeinsam mit Amadeo Sabatini in die vermeintliche Ermordung des sowjetischen GRU-Überläufers Walter Kriwitzki verwickelt. Nach anderen Quellen soll Kriwitzki Selbstmord begangen haben. Joseph Katz’ Decknamen im VENONA-Projekt waren X, Douglas und Informer.
Im November 1943 starb der Agentenführer Jacob Golos, worauf seine Geliebte Elizabeth Bentley die Aufgaben als Geschäftsführer und Kurier übernahm. Katz, den Bentley als Jack kannte, wurde ab 1944 für das New Yorker TASS-Büro für die Rekrutierung neuer Agenten verantwortlich und war damit dem Leiter des Büros Vladimir Pravdin unterstellt. Dies war die aktivste Zeit in Joseph Katz’ Laufbahn.
Im September 1944 wurde Katz von seinen Aufgaben für das TASS-Büro entbunden und direkt dem sowjetischen Spionagechef in Washington Anatoli Gromov unterstellt. Ziel der Aktionen Gromovs war es, im Rahmen eines neuen Sicherheitsprogrammes die einzelnen Agenten besser voneinander zu trennen.
Mitte Oktober 1944 sollte Katz den Kontakt zu einer Person namens Margarita herstellen. Katz traf sich mehrmals mit Margarita, machte aber keine Versuche, sie anzuwerben, weil sie ihn mit Vergleichen zwischen Stalinismus und Nationalsozialismus argwöhnisch machte und ihm nicht als möglicher kooperativer Mitarbeiter erschien. Er beschloss, sie lediglich weiter im Auge zu behalten. Margarita bereitete dem Moskauer Geheimdienst auch künftig Sorgen. Am 6. Oktober 1944 übermittelte das New Yorker Büro eine Nachricht nach Moskau, nach welcher, beruhend auf Aussagen von Katz, Margarita zwar dem Dienst, aber nicht dem Land (der Sowjetunion) zugetan wäre. Der New Yorker Resident teilte sein Vertrauen in das Urteil Katz’ mit und empfahl, sich danach zu richten.
Katz und Bentley leisteten in New York und Washington umfangreiche Arbeit. Bentley benannte schließlich mehr als 80 Personen aus einem Dutzend Regierungsinstitutionen, die Informationen an den sowjetischen Geheimdienst lieferten. Katz informierte Bentley bei ihrem ersten Treffen im Oktober 1944, dass Gromov in die USA geschickt worden war, um die Sicherheit der NKGB-Operationen zu verbessern. Ein Aspekt der Modernisierung war, dass Bentley die Kontrolle über all diejenigen Agenten an den NKGB abgeben sollte, die bis dahin noch nicht an NKGB-Offiziere ausgeliefert worden waren.
Nachdem Bentley 1945 zum FBI übergelaufen war, hatte Gromov einen ausführlichen Bericht mit verschiedenen Vorschlägen zu ihrer Ermordung nach Moskau geschickt. Ausführen sollte diesen Mord, für den sowohl Erschießung, Vergiftung als auch die Vortäuschung eines Unfalles oder Selbstmordes in Erwägung gezogen worden waren, Joseph Katz; allerdings wurde der Mord nie ausgeführt.

## Verfolgung
Erst 1950 wurde Katz durch die ehemaligen Agenten Harry Gold und Tom Black identifiziert und 1953 wurde daraufhin von amerikanischer Seite versucht, Kontakt zu ihm aufzunehmen. Zu diesem Zeitpunkt hatte sich Joseph Katz allerdings bereits längst nach Frankreich abgesetzt. Versuche, seiner über Kontakte der USA zu Frankreich habhaft zu werden oder ihn auf amerikanischen Boden, ein amerikanisches Boot oder Flugzeug zu locken, erwiesen sich als aussichtslos. Als schließlich dem FBI-Agenten Lamphere ein Interview mit ihm in Israel gelang, leugnete er, jemals Sowjet-Agent gewesen zu sein.

## Leben in Frankreich und Israel
In Westeuropa hatte Katz eine Firma gegründet, um damit Kurierdienste zwischen Europa und den USA zu tarnen. Katz lebte von 1948 bis 1951 in Frankreich und zog darauf nach Israel. In den 1970er Jahren gelang es Lamphere, der keine Verbindung zum FBI mehr hatte, dann inoffiziell, Kontakt zu Katz aufzunehmen, während er zu Besuch bei seinem Bruder Morris Katz auf Long Island weilte, und ihn für sein Buchprojekt zu befragen.